# Wilhelm Leykauf
Wilhelm Leykauf var en tysk-svensk pomolog och trädgårdsmästare.
Wilhelm Leykauf var utbildad vid Sanssouci i Potsdam i Preussen. Han flyttade till Sverige och var i slutet av 1840-talet anställd på Säfstaholms slott i Södermanland. Den blivande trädgårdsarkitekten Knut Forsberg gick där i lära hos honom.
Han drev i Norrköping från omkring 1850 handelsträdgården Fridtuna, eller Stora Fridtuna, som låg där nu de av HSB uppförda bostadshusen i kvarteret Stora Fridtuna i Söderstaden ligger.
Under perioden utgav han priskuranter för frön till foderväxter, köksväxter och blommor. På Fridtuna odlade Wilhelm Leykauf fram höstsorten "Fridtunaäpplet".
Wilhelm Leykauf var engagerad i planteringarna av lindalléerna i Promenaderna i Norrköping med början 1858. Träd hade börjat importeras från Tyskland året innan.